# 文姜
文姜（約前733年－前673年），姜姓，春秋時代齊僖公的女兒，宣姜之妹，齊襄公妹妹（同父異母），魯桓公夫人，以和齊襄公亂倫而聞名於後世。周朝諸侯國齊國是姜太公封地，公族為姜姓。按照明代小說《東周列國志》的說法，“文”是指有才華，所謂文姜是指有才華的姜姓女子。

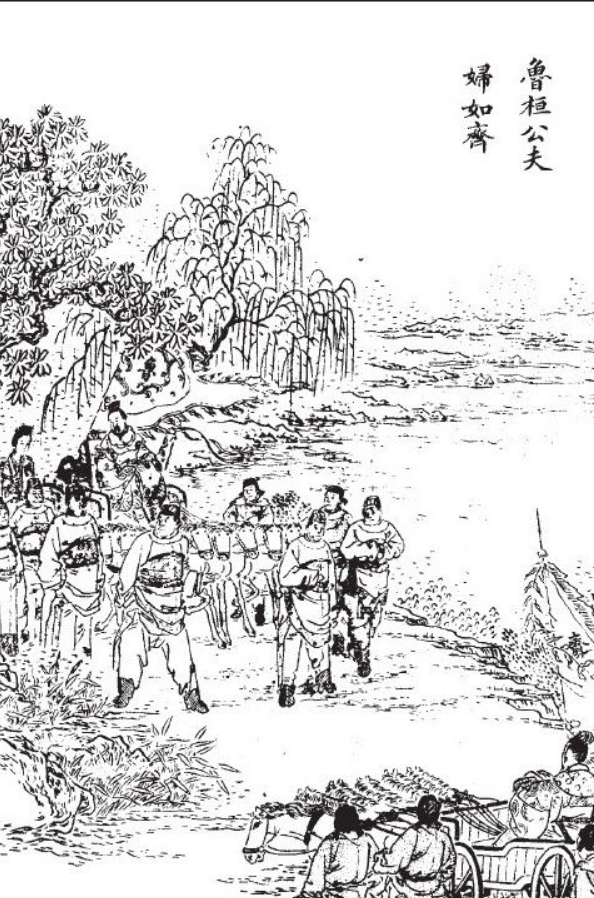
小说《东周列国志》插画：鲁桓公夫妇如齐

## 生平
魯桓公三年（西元前709年）魯桓公派遣公子翚至齊求親，齊僖公應允，文姜成為魯國魯桓公夫人。
魯桓公六年（西元前706年），文姜生第一子，因和桓公同月生，故名同並在他長大後被設為太子，為後來的魯莊公，也是唯一以太子身分即位的魯國君主。
魯桓公十八年（西元前694年）魯國愈伐鄭納厲公故魯桓公要前往齊國，文姜要求一同前往，眾大臣表示反對，桓公堅持己見，與文姜一同前往齊國。
抵達後文姜和齊襄公私通，魯桓公怒，禁之不止，文姜告訴齊襄公，齊襄公設酒宴使魯桓公喝醉再派公子彭生殺害他。魯國十分憤怒，齊襄公殺公子彭生以平息魯國怒火。這也是《詩經》所述「亂匪降自天、生自婦人。」
魯桓公死後太子同即位，也就是魯莊公。魯桓公的靈樞迎回魯國安葬以後，文姜卻仍然待在齊國，藉以躲過魯國臣民的難堪場面。後來在兩國交界之處住了下來也就是禚地，根據文姜所言：「此地非齊非魯，正吾居處也。」
之後文姜常往返兩國，在齊襄公死後仍然沒離開禚地，但有幫助自己兒子魯莊公治國，展現其外交手段高明。在齊襄公死後政治劇變之下文姜返回魯國便輔佐魯莊公，之後促使魯莊公和齊襄公女兒結婚。

## 外交
一說文姜在魯桓公死後常常和齊襄公私會，另一方則認為是展現外交手段。文姜多次與齊襄公會面，包含魯莊公二年（西元前692年）、魯莊公四年（西元前690年）、魯莊公五年（西元前689年）、魯莊公七年（西元前687年），第一次會面一說是「奸也」，另一說是修補兩國關係，並且於隔年魯卿公子溺就率領魯軍會同齊軍共同討伐衛國。第二次見面使兩國達成約定，緩和魯桓公和齊國間劍拔弩張的氣氛。第三次見面使魯莊公參與齊、宋、陳、蔡聯軍討伐衛國。第四次會面則是在文姜的請求下，齊國人將一部分從衛國獲得的寶物送給魯國。第五次會面後魯莊公將在明年率領魯軍與齊軍一同討伐郕國。

## 評價
文姜評價兩極，一方是著重文姜亂倫不顧中國傳統價值，《左傳》、《春秋》、《列女傳》多站在這一立場，然而另一方則是注重之後文姜對於魯國的貢獻，在魯莊公和齊襄公任內兩國並無任何戰事發生，且魯國在這段時間國力增強。然而從諡號中來看，文姜不稱呼為桓姜可以看出她在博學多聞、慈惠愛民等優點中至少擁有一項，齊襄公諡號的「襄」，代表「辟地有德」或「甲冑有勞」，後世對於兩者並無太多的苛責。

## 文學
詩經有許多直接或間接描述文姜的作品。《國風·齊風·載驅》一篇敘述文姜在魯桓公死後仍私會齊襄公。《國風·齊風·敝笱》敘述魯桓公帶文姜不顧大臣反對帶往齊國一事。《國風·齊風·南山》諷刺魯桓公和齊襄公二者和文姜關係。《國風·齊風·猗嗟》讚美文姜之美貌和魯莊公之威武霸氣，但無法治國安邦。《國風·鄭風·有女同車》是說鄭國太子忽拒絕文姜一事受鄭國後人詬病。
史籍載 齊襄公(時為太子)在文姜出嫁前賦詩曰「桃樹有華，燦燦其霞，當戶不折，飄而為苴，吁嗟復吁嗟。」文姜亦賦曰「桃樹有英，燁燁其靈，今茲不折，證無來者？叮嚀兮復叮嚀」

## 齊大非偶
《左传·桓公六年》：“齐侯欲以文姜妻郑大子忽，大子忽辞。人问其故，大子曰：'人各有耦，齐大，非吾耦也。'”